# Francesc de Bofarull i Mascaró
Francesc de Bofarull i Mascaró (Reus, 4 d'octubre 1768 - Reus, 14 de desembre de 1826) va ser un comerciant català de la família ennoblida dels Bofarull.
Fill de Francesc de Bofarull i Miquel i germà de Pròsper de Bofarull, l'organitzador de l'Arxiu de la Corona d'Aragó, va dedicar-se al comerç i a l'explotació de les finques que posseïa al terme de Reus. Es va casar l'any 1800 amb Antònia Brocà i Jover, nascuda a Reus el 1780, filla de Salvador Brocà i Sales, doctor en drets, i de Paula Jover i Mor. Van tenir deu fills i filles, entre els quals l'arxiver i historiador Andreu de Bofarull i Brocà i el poeta, novel·lista i historiador Antoni de Bofarull i Brocà.
Va participar en la vida política reusenca sempre des de les seves idees conservadores, i així va ser regidor a l'ajuntament del 1814 al 1820, durant la Restauració absolutista. També va ser comissionat del crèdit públic del Corregiment de Tarragona. Dedicat al comerç, aviat va començar a tenir dificultats econòmiques que el van obligar a demanar préstecs, efectuar vendes de les seves finques i crear censals. Com a exemples: per l'octubre de 1813 va crear un censal de 1.200 lliures a favor de Ramon Simó, pagès de Poboleda. El 1815 va demanar un préstec de 1.600 lliures a Joan Gil. El 1819 va traspassar una casa al carrer de Monterols a Pere Besora per 3.300 lliures. Quan va morir, la seva dona va continuar tenint una situació negativa, ja que es va anar desprenent de finques familiars i creant censals. Va poder deixar encara als seus fills algunes cases i terres i el Mas de Bofarull, tot i que aquest mas el mantenia el seu germà Pròsper. Un germà de la seva dona, Josep Brocà Jover, va ser alcalde de Reus el 1811.